# Žiežmariai
Žiežmariai est une petite ville lituanienne de la municipalité du district de Kaišiadorys. Elle est située en bordure de l'autoroute A1, entre les deux plus grandes villes du pays, Vilnius et Kaunas.

## Histoire
La communauté juive est importante dans la ville depuis le XVIe siècle et représente 50 % de la population totale avant la Seconde Guerre mondiale.
Le 24 juin 1941, l'Armée allemande occupe la région, des nationalistes lituaniens locaux pillent les biens des Juifs et assassinent certains d'entre eux.
Du 27 au 29 août 1941, plusieurs centaines de Juifs de la ville et des villages voisins de Kaisiadorys et Žasliai sont assassinés lors d'exécutions de masse perpétrées par un Einsatzgruppen d'allemands et de leurs collaborateurs lituaniens.
Le village possède une rare synagogue en bois, un grand nombre furent détruites lors de la Shoah